# Киклиця
Ки́клиця ( Къклица) — село в Кирджалійській області Болгарії. Входить до складу общини Крумовград.

## Населення
За даними перепису населення 2011 року у селі проживали 90 осіб, з них 88 осіб (97,8%) — турки.
Розподіл населення за віком у 2011 році:
Динаміка населення: